# Pentan-2-one
La pentan-2-one est un composé organique de la famille des cétones. Sa formule semi-développée est CH3-CO-CH2-CH2-CH3. Elle se présente sous la forme d'un liquide incolore et son odeur est comparable à celle de l'acétone. C'est un isomère de la pentan-3-one et de la 3-méthylbutan-2-one. Elle est comparable à la butanone, mais sa solubilité est moindre et son prix est plus élevé. Elle se trouve entre autres dans les feuilles de tabac. Elle peut également être trouvée dans les pommes et peut être isolée de l'huile de soja, de l'ananas et de plusieurs autres sources végétales.

## Fabrication
La pentan-2-one peut être obtenue à partir d'acétoacétate d'éthyle ou par oxydation ménagée du pentan-2-ol.

## Propriétés
La miscibilité de la pentan-2-one dans l'eau est limitée. Lorsque la température augmente, la solubilité de la pentan-2-one dans l'eau diminue, tandis que la solubilité de l'eau dans la pentan-2-one augmente.
| Température (°C)                 | 0    | 9,7  | 19,7 | 31,0 | 39,6 | 49,8 | 60,1 | 70,2 | 80,0 | 90,5 |
| Pentan-2-one dans l'eau (% mas)  | 8,7  | 6,9  | 5,9  | 5,0  | 4,6  | 4,2  | 4,0  | 4,0  | 3,8  | 3,4  |
| Eau dans la pentan-2-one (% mas) | 2,57 | 2,92 | 3,19 | 3,48 | 4,13 | 4,17 | 5,13 | 4,86 | 4,72 | 5,28 |

## Utilisation
La pentan-2-one est utilisée en tant que solvant et odorant pour les produits de synthèse organique. Ce solvant peut être utilisé pour le nettoyage ou le dégraissage et qui fait partie de la formulation ou du mélange du produit. C'est également un intermédiaire industriel utilisé dans les additifs de peinture. En outre, il est parfois utilisé comme additif alimentaire aromatisé en très petites quantités.[réf. nécessaire]

## Dangers
Les vapeurs de pentan-2-one sont 2,97 fois plus lourdes que l'air et constituent avec ce dernier un mélange inflammable (point d'inflammation : 7 °C ; température d'inflammation : 445 °C).